# کارلوس گوستاو موریرا
کارلوس گوستاو موریرا (انگلیسی: Carlos Gustavo Moreira؛ زادهٔ ۸ فوریهٔ ۱۹۷۳) در شهر ریو دوژانیرو یک ریاضیدان برزیلی است که در زمینه سیستم‌های دینامیکی، نظریه ارگودیک، تئوری اعداد و ترکیبات فعالیت می‌کند.

## تحصیلات
موریرا دکترای خود را از IMPA تحت نظارت ژاکوب پالیس در سال ۱۹۹۳، در سن ۲۰ سالگی به دست آورد. وی از سال ۲۰۰۸ عضو آکادمی علوم برزیل است. در سال ۲۰۰۹ به دلیل مشارکت وی در ریاضیات، جوایز UMALCA را دریافت کرد.
موریرا به عنوان سخنران دعوت شده در کنگره بین‌المللی ریاضیدانان سال ۲۰۱۴، در سئول، کره جنوبی بود وی همچنین دریافت کننده جایزه TWAS 2010 است.
در ژوئن سال ۲۰۱۷ از موریرا دعوت شد تا درمورد تحقیقات خود در کنگره بین‌المللی ریاضیدانان ۲۰۱۸ در ریودوژانیرو، برزیل سخنرانی کامل انجام دهد.